# 조르 전투
조르 전투(Battle of Soor)는 1745년 9월 30일 오스트리아 왕위 계승 전쟁의 기간 동안 벌어진 전투로 프리드리히 대왕 (Frederick the Great)이 지휘하는 프로이센군이 로트링겐의 카를 알렉산더 공작 (Prince Charles Alexander of Lorraine)이 지휘하는 오스트리아-작센 연합군을 격파한 전투이다. 초기에는 프로이센군이 불리하였지만, 결국에는 승리를 거두었다.

## 배경
호엔프리드베르크 전투 (battle of Hohenfriedberg)로부터 3달 후에 카를 공작은 프리드리히 대왕이 슈타우덴츠(Staudenz)의 거점에 부주의한 기습을 감행하였다가, 프로이센군이 많은 피해를 입은 것을 이용하기로 하였다. 보헤미아(Bohemia)로 진군하는 동안 많은 분견대로 나뉘었기 때문에 프리드리히 대왕이 실제로 동원할 수 있는 군대는 거의 22,500명으로 줄어 있었다. 카를 대공은 프리드리히가 남쪽과 동쪽의 주요 거점인 부르케르스도르프(Burkersdorf)의 북쪽에 있는 언덕 그라너-코페(Graner-Koppe)를 장악하는 데 실패했다는 정보를 입수하였다. 카를 대공은 이 상황을 이용하기 위해 머스킷 총병, 척탄병, 기병으로 이루어진 대군과 16문의 중포를 이끌고 출진하였고, 잔여 부대로 하여금 남쪽으로 전열을 펼치도록 하였다.

## 전투
프로이센군은 오스트리아군의 이동을 알고 있었다. 정황상 오스트리아군은 기습의 이점을 가지고 있었고, 지세도 유리했음에도 불구하고 프로이센군은 선제공격을 감행하기 위해 움직였다. 프리드리히 대왕은 종대로 군을 편성하여 북쪽으로 진군하도록 명했고, 이곳에서 종대로 그라너-코페 밑을 지나던 고립된 프로이센 기병대에게 오스트리아군이 포격을 가함으로써 전투가 시작되었다. 포격에 노출되었음에도 불구하고 프로이센 기병대는 언덕의 북쪽에 전투대형을 취할 수 있었다.
부덴브로크(Buddenbrock) 장군의 병사들이 고지대에서 출격하여 오스트리아군을 격퇴하기 위해 돌격을 개시했다. 그러나 기병대는 오스트리아 보병대와 마주치게 되었고 머스킷 총의 화력에 밀려 퇴각하였다. 그라너-코페 아래에서 벌어진 보병대의 공격 역시 마찬가지였다. 정예 프로이센 척탄병은 중포의 포격을 뚫고 진격을 감행하였고 오스트리아군 포병의 포격과 보병의 머스킷 총에 의해 무수한 피해를 입었다. 프로이센 군의 제2열이 오스트리아 척탄병과 전투를 벌이며 진군하기 시작하여, 언덕의 정상부를 장악하였고, 이로써 프로이센군에 무수한 피해를 입히던 오스트리아군의 강력한 포병대는 전장에서 이탈할 수밖에 없었다.
그러는 동안 오스트리아군 우익은 프로이센군이 부르케르스도르프를 장악하기 위해 이동해 왔을 때부터 본대와의 연락이 두절된 상태로 단독 교전을 벌이기 시작했다. 마을 근처에 있는 또 다른 포병대를 거의 제압해서야 브라운슈바이크의 페르디난트 공작(Prince Ferdinand of Brunswick)의 군대는 오스트리아군의 중앙을 격파할 수 있었다. 오스트리아군은 전장에서 물러날 수밖에 없었다. 프리드리히는 가장 위험했던 곤경을 극복해 낼 수 있었다. "나는 내 귀에까지 곤경에 잠겨 있었다." (I was in the soup up to my ears)

## 참조
- Chandler, David: The Art of Warfare in the Age of Marlborough. Spellmount Limited, (1990). ISBN 0-946771-42-1